# Гростребен-Цветау
Гростребен-Цветау (њем. Großtreben-Zwethau) је мјесто у њемачкој савезној држави Саксонија. Једно је од бивших општинских средишта округа Сјеверна Саксонија. Посједује регионалну шифру (AGS) 14730130.

## Географски и демографски подаци
Мјесто се налази на надморској висини од 78 метара. Његова површина износи 56,5 km². У самом мјесту је, према процјени из 2010. године, живјело 2.013 становника. Просјечна густина становништва износи 36 становника/km².